# 36e brigade d'infanterie navale
Pour les articles homonymes, voir 36e brigade.
La 36e brigade d'infanterie navale, de son nom complet la 36e brigade séparée d'infanterie de marine nommée d'après le contre-amiral Mykhaïlo Bilinskiy (en ukrainien : 36-та окрема бригада морської піхоти імені контрадмірала Михайла Білинського, abrégé en 36 ОБрМП ; numéro d'unité militaire А2802) est une grande unité de l'infanterie navale ukrainienne.

## Historique
Cette brigade a été précédée par la 36e brigade de défense côtière (36-та окрема бригада берегової оборони), créée en 2003 et qui tenait garnison à Perevalne, en Crimée, en compagnie du 1er bataillon de marine à Théodosie et du 501e bataillon de marine à Kertch. Le 27 février 2014 au matin, les casernes sont encerclées par des troupes sans insigne ni aucune marque, mais armées à la russe (les « petits hommes verts »). Le 21 mars, les membres de la brigade se voient offrir individuellement trois possibilités : soit rester fidèle à leur serment, se laisser désarmer et partir vers le reste de l'Ukraine, soit démissionner, soit prêter serment de fidélité à la Russie. Sur 1 200 militaires de la brigade, 199 partent pour l'Ukraine, 300 démissionnent et le reste (commandant en tête) devient la 126e brigade de défense côtière russe (le numéro 36 étant déjà celui de la 36e brigade de fusiliers motorisés, en Transbaïkalie).

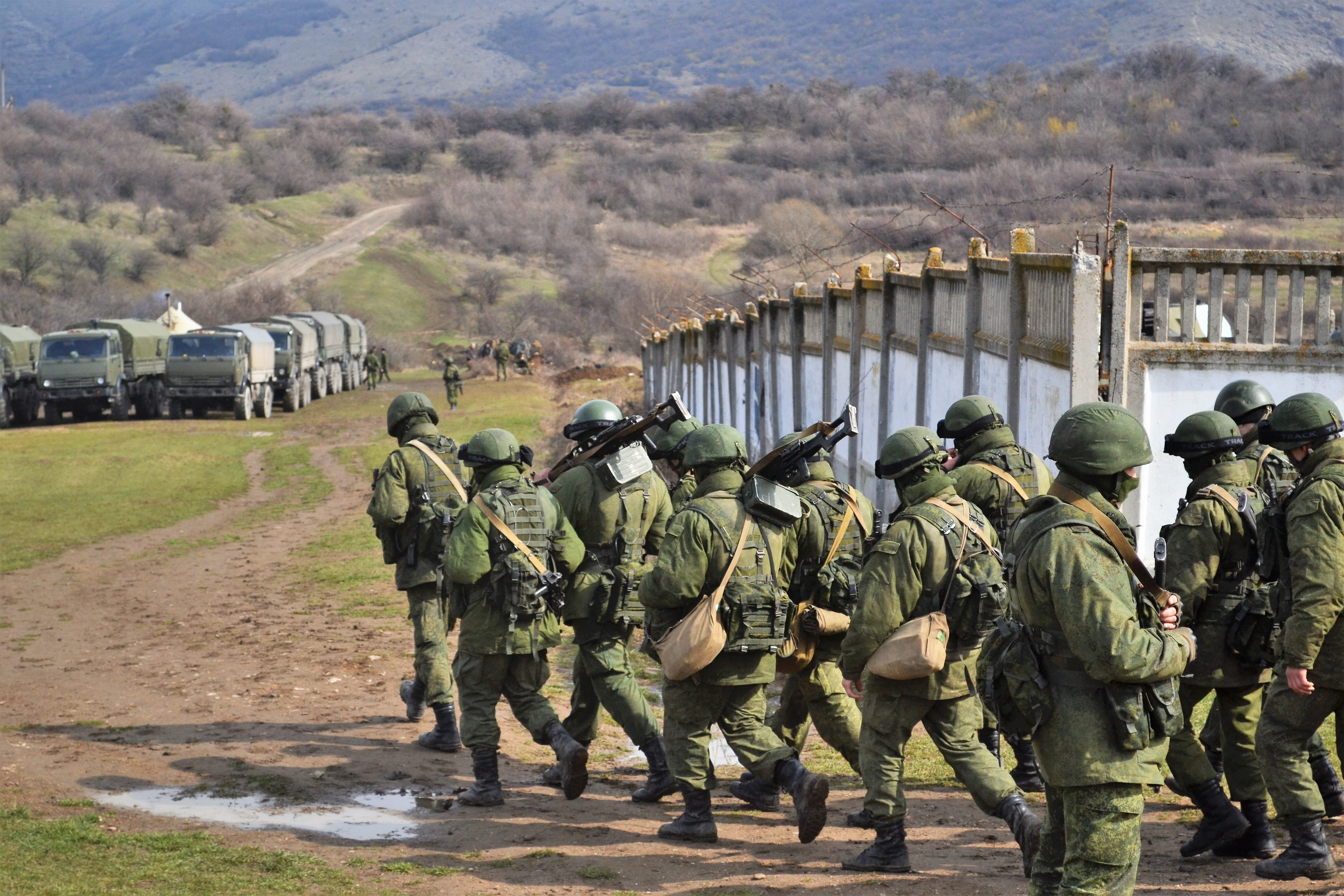
La base est encerclée de petits hommes verts.

Les militaires restés fidèles à l'Ukraine servent de cadres pour reformer les 1er et 501e bataillons de marine. En 2014-2015, un groupe tactique formé avec des volontaires de ces deux bataillons de marine est engagé dans la guerre du Donbass (appelé par les Ukrainiens l'« opération anti-terroriste »). Le 20 juillet 2015, la 36e brigade est remise sur pied, avec comme commandant celui du 1er bataillon.

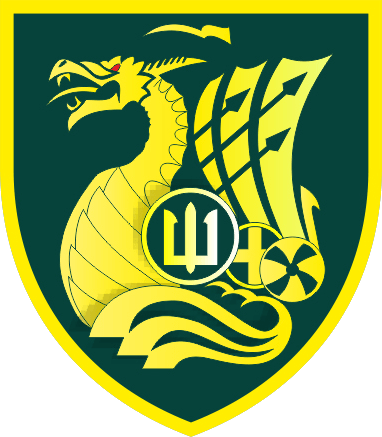
Ancien emblème de la brigade (2015-2023).

La brigade est baptisée du nom du contre-amiral Mykhaïlo Bilinskiy, qui fut le ministre de la mer de la République populaire ukrainienne de décembre 1918 à mai 1919, puis le chef d'état-major de la marine d'octobre 1919 à mai 1920, enfin officier lors de la seconde campagne d'hiver contre l'Armée rouge. Blessé au combat, il refusa de se rendre et se suicida en novembre 1920.

## Invasion russe de l'Ukraine

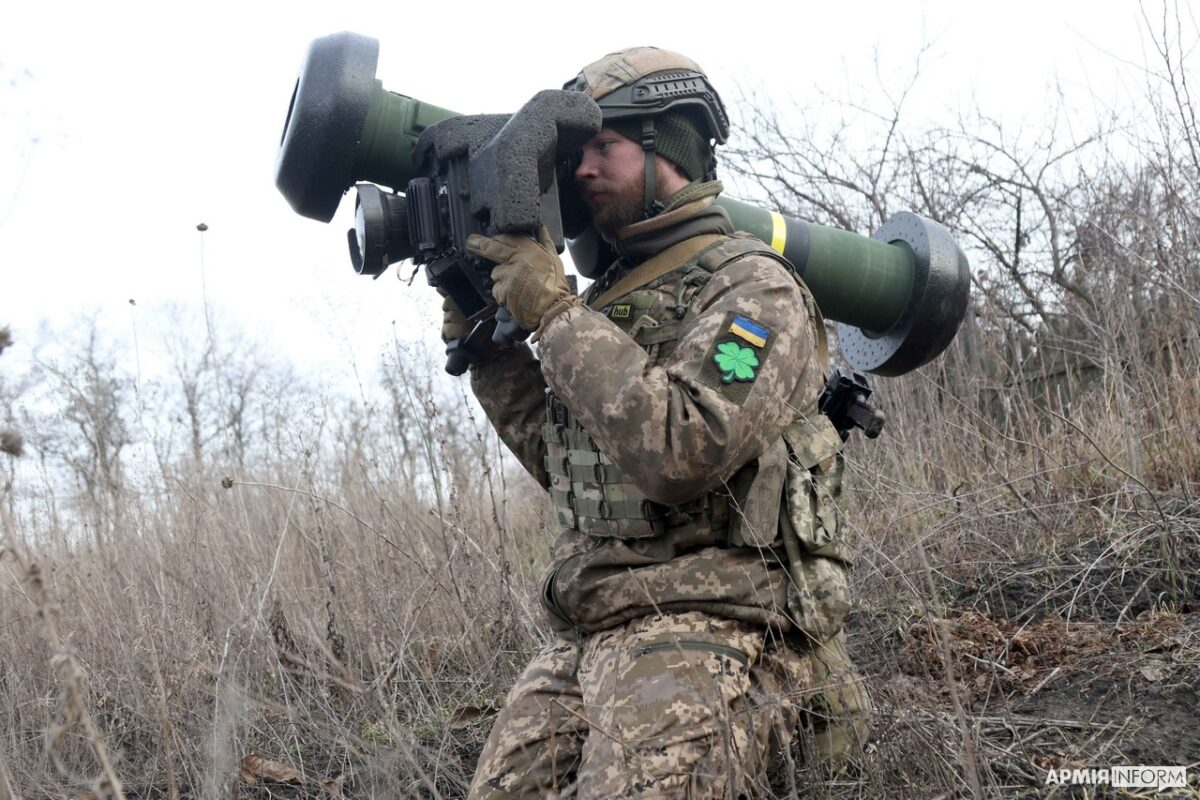
Soldat de la 36e Brigade utilisant un Javelin durant l'invasion russe en Ukraine

### Bataille de Marioupol (février - mai 2022)

#### Percée russe et encerclement de la brigade (février - mars)
Le 24 février 2022, l'essentiel de la brigade est stationné autour de Marioupol. Le bataillon Aristide tient des positions de la 36e brigade à 40 km à l'est de Marioupol et à 9 km du village de Pikuzy (en), le 1er bataillon séparé de marine (uk) est lui quelques kilomètres plus au nord à Pavlopil, en face de Hnutove (en). Le 501e bataillon de marine est caserné à Berdiansk. Une partie du bataillon se dirige alors vers Marioupol et se positionne à l'est de Myrne (oblast de Donetsk) tandis qu'une autre partie reste en protection de Berdiansk. Entre le 24 et le 26 février, les marines repoussent les assauts russes. Dans la nuit du 26 au 27 février, les éléments du 1er corps d'armée perçent les lignes de la 53e brigade mécanisée en face de Volnovakha. Le lendemain, les positions du 501e bataillon et du 503e bataillon séparées sont à leur tour percées par le 11e régiment Vostok appuyés par la 150e division de fusiliers motorisés. Ils prennent Anadol puis redescendent à Kremenivka menaçant Marioupol d'encerclement par le nord. Le 1er mars, le 1er bataillon bat en retraite à Sartana, face à la poussée de la 9e brigade de fusiliers motorisés exposant le flanc gauche du bataillon Aristide à 20 kilomètres au nord-est de Marioupol près du village de Hnutove. Le colonel Volodymyr Baraniouk (uk), commandant de la 36e brigade, donne l'ordre à une compagnie du 1er bataillon séparée de se déplacer à Hnutove aux côtés d'éléments du bataillon Aristide à Pikuzy ; mais les Russes forcent à nouveau les Ukrainiens à se retirer vers Marioupol. La 36e brigade perd deux de ses chars. Même dans des positions bien préparées, les Ukrainiens n'arrêtent pas l'avancée russe et se retirent à nouveau, directement en banlieue de Marioupol dans le quartier de Volonterivka. Le 3 mars, un peloton russe renforcé par trois chars et quatre véhicules blindés d’infanterie lance un assaut à Volonterivka sur les positions de la 2e compagnie du bataillon Aristide qui repousse l'attaque. À partir du 7 mars, et jusqu'au 20 mars, les Russes lancent une attaque massive et sans interruption sur les positions de la 36e brigade de marine qui tiennent le nord de Marioupol tandis que le Régiment Azov et la Garde Nationale tiennent l'ouest et l'est de la ville. À la mi-mars, le 501e bataillon se retranche dans l'usine métallurgique Illitch au nord de Marioupol avec différentes unités notamment de la 56e brigade motorisée. À partir du 27 mars, le bataillon Aristide qui défendait le quartier de Volonterivka se retire à son tour dans l'usine métallurgique Illitch,.

#### Capture de la brigade (avril - mai)
Le 4 avril, le commandant du 501e bataillon, le lieutenant-colonel Mykola Biriukov décide de se rendre avec 277 de ses hommes sans avertir les combattants ukrainiens. Quelques jours plus tard, le reste de la brigade est encerclée dans l'usine Ilitch. Le 13 avril, les Russes annoncent qu'un millier de militaires dont 162 officiers de la 36e brigade d'infanterie navale se sont rendus. La veille, le commandant de la brigade Volodymyr Baraniouk (uk) et son adjoint Dmytro Kormiankov ont pris la décision de tenter une sortie pour rejoindre les positions ukrainiennes plus au nord à l'aide de véhicules blindés légers Kozak mais ont été capturés. La direction de la 36e revient alors au commandant du 1er bataillon, le Major Yevhenii Bova. Il prend également la décision de quitter Marioupol. Les marines se séparent alors en deux : un groupe d'au moins 76 hommes parmi lesquels, Bova et le commandant du bataillon Aristide tentent de s'exfiltrer de Marioupol, seuls 7 hommes du bataillon Aristide y parviennent ; un deuxième groupe d'au moins 180 hommes, 500 selon certaines sources, mené par le Major Serhiy Volyniski brise l'encerclement et rejoint le régiment Azov retranché dans l'usine métallurgique Azovstal. Serhiy Volynski devient alors le commandant par intérim de la brigade. Les derniers combattants se rendent le 20 mai,.

### Reconstruction et contre-offensive de Kherson (août-novembre 2022)
À partir d'août 2022, la brigade est déployée sur le front sud à Davydiv Brid où elle mène une série de combats pour le contrôle de la ville. Le 29 août, les ukrainiens lancent une contre-offensive en direction de Kherson. Les 35e brigade et 36e brigade de marine, la 24e brigade mécanisée et la 46e brigade aéromobile forment l'axe principal et doivent percer à l'ouest de Davydiv Brid. Elles attaquent le long de la rivière Inhoulets en face de Sukhyi Stavok face aux VDV russes, parvenant à traverser et réaliser quelques avancées tactiques. Elles tentent ensuite de couper la voie de ravitaillement qui mène à Davydiv Brid mais sont retenues par la 76e division d'assaut aéroporté et la 83e brigade d'assaut aéroporté. Après la percée de Doudtchany, et le début du retrait russe en octobre et novembre 2022, la brigade participe à la libération de Beryslav et de Kherson. Pour son action dans la contre-offensive, la brigade est félicitée par le Président Zelensky le 12 novembre 2022 pour sa bravoure sur le champ de bataille,.

### Bataille d'Avdiivka (janvier - mai 2023)
À partir de janvier 2023, la 36e brigade est redéployée dans la bataille d'Avdiïvka dans l'oblast de Donetsk en soutien de la 110e brigade mécanisée. Le 16 janvier, ils parviennent à stopper un assaut russe entre Vodiane et Opytne. Au cours des mois de janvier et février, la 36e brigade et le 503e bataillon de marine repoussent plusieurs assauts russes dans le secteur,. Au mois de mars, la 36e reçoit le renfort de la 53e brigade mécanisée. À partir du 19 mars, leurs positions subissent une série d'assauts d'infanterie mécanisée russe qui sont systématiquement repoussés. Les Russes renouvellent leur attaque le 30 mars qui se conclue par la perte de plusieurs blindés et chars, détruits par des roquettes de FGM-148 Javelin.

### Front sud (depuis juin 2023)

#### Contre-offensive de l'été 2023 (juin - août 2023)
La 36e brigade est ensuite redéployée dans l'oblast de Zaporijjia entre mai-juin 2023. Le 6 juin, elle prend part à la contre-offensive ukrainienne de 2023, engagée avec l'ensemble de l'infanterie navale (35e brigade de marine, 37e brigade et 38e brigade) au sud de Velyka Novossilka. Elles attaquent vers le sud le long de la rive orientale de la Mokri Yaly. La 36e est notamment positionnée en appui de la peu expérimentée 23e brigade mécanisée entre Levadne et Rivnopil, en face de Pryyutne,  laissant l'axe principal de l'offensive aux 35e brigade, 31e brigade mécanisée et 68e brigade de chasseurs. La 36e brigade est ensuite replacée au centre de l'attaque en rotation de la 68e brigade de chasseurs qui est retirée. Elle participe ainsi à la libération du village d'Ourojaïne (uk) le 16 août ; le 2 avril 2023 une section de pilote de la bridage utilisait avec succès un drone Kajan. Entre septembre et octobre 2023, les quatre brigades de marines sont redéployées dans l'oblast de Kherson remplacées par la 58e brigade motorisée, ce secteur du front étant devenu secondaire.

#### Bataille de Krynky (depuis octobre 2023)
À partir d'octobre 2023, la brigade attaque le village de Poima (Oblast de Kherson) menant des opérations de harcelement à l'aide de drones FVP et une série de raids sur la rive orientale du Dniepr prenant pied dans le village de Krinky en rotation avec les trois autres brigades de marines.

#### Incursion d'août 2024 dans l'oblast de Koursk
Une vidéo montre des soldats du 501e bataillon descendant un drapeau en Russie.

## Composition

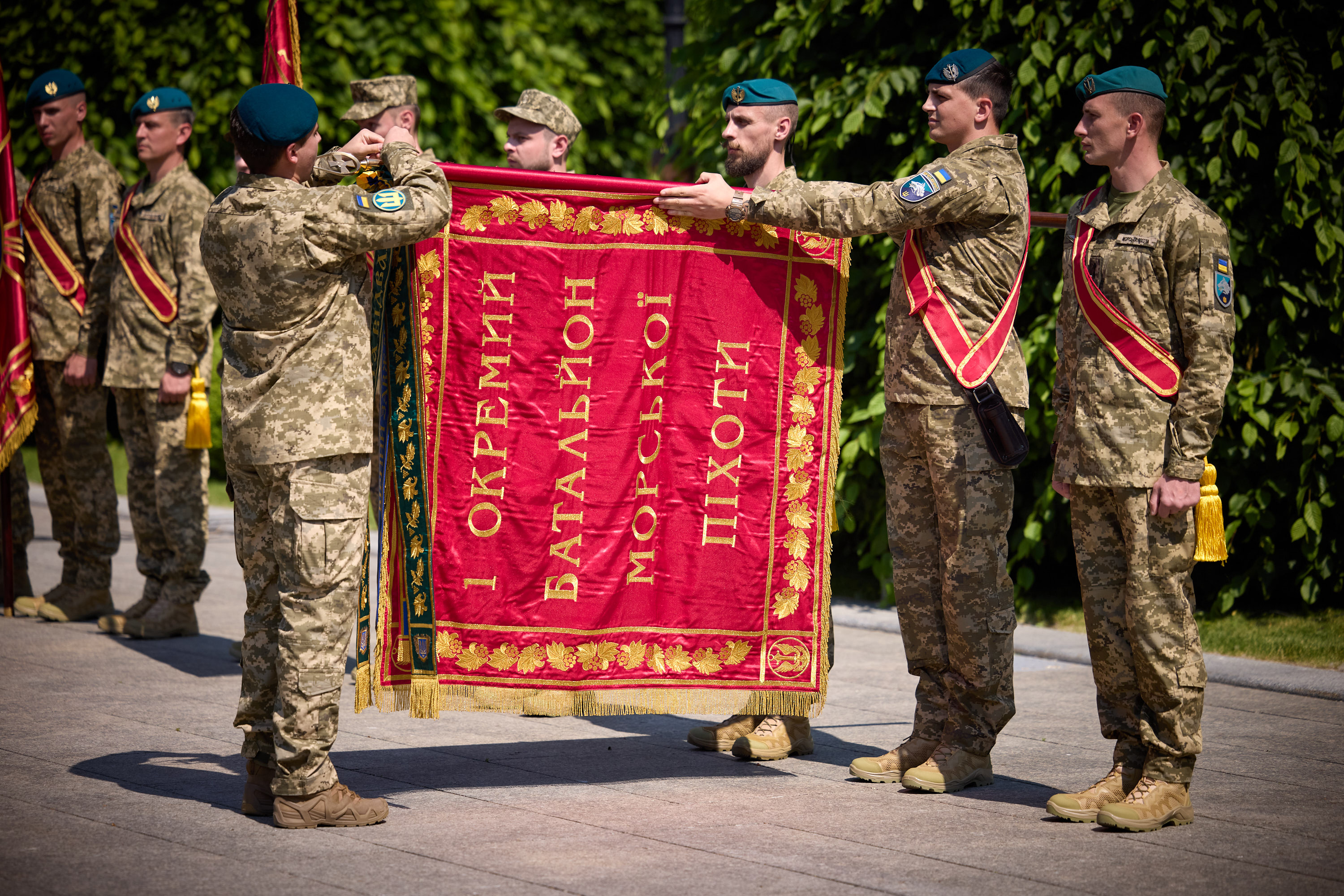
Le drapeau du 1er bataillon décoré de Pour le Courage et la Bravoure, en 5 2024.

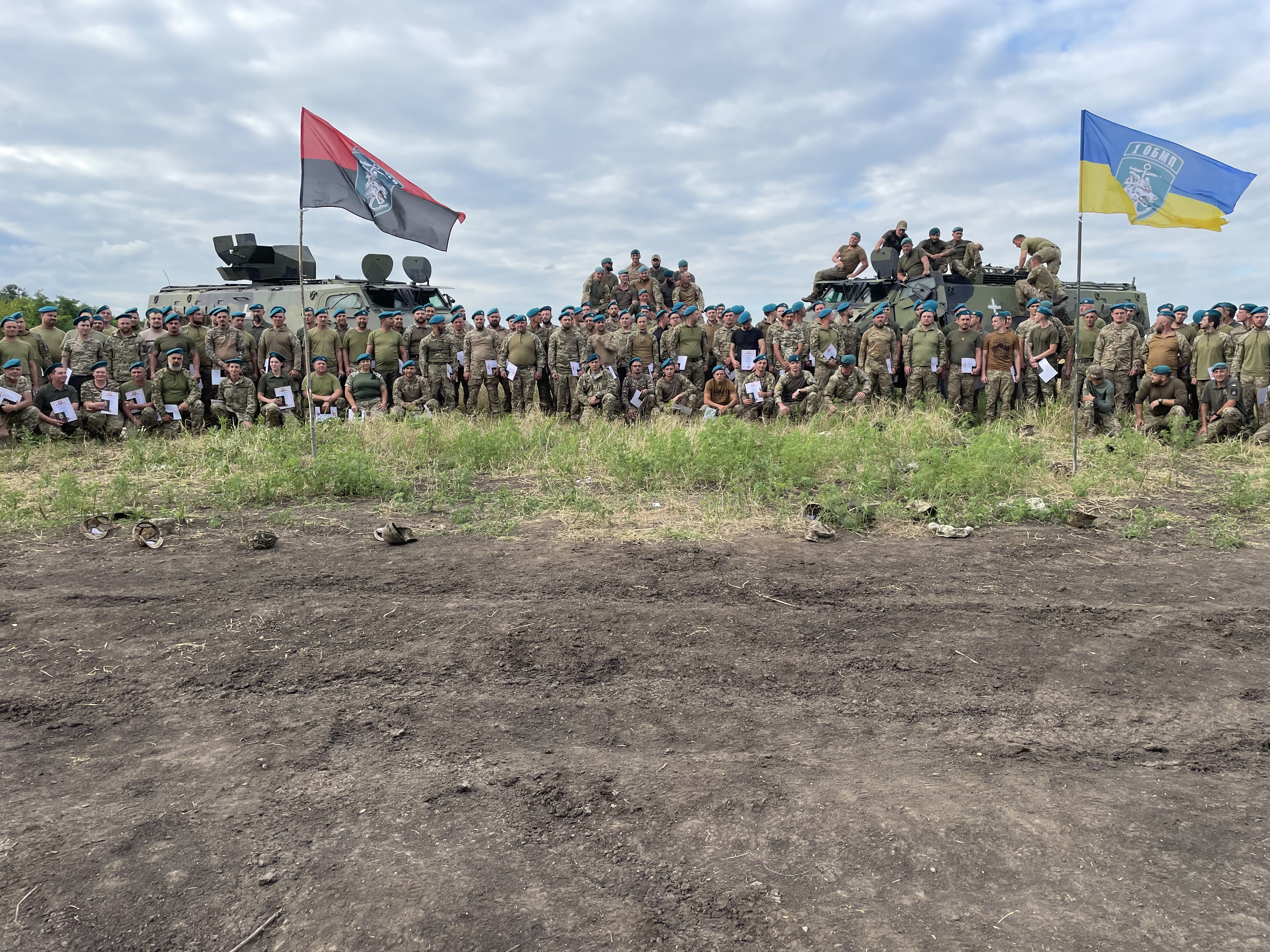
1er bataillon en juillet 2023.

- État-major de la brigade, avec la compagnie de protection du QG ;
- 1er bataillon de marine Feodosia (sur BTR-80), à Mykolaïv,  Pour le Courage et la Bravoure[13] ;
- 501e bataillon d'infanterie de marine (en), à Berdiansk ;
- Bataillon Aristide ;
- bataillon blindé (des T-80BV durant le siège de Marioupol) ;
- groupe d'artillerie de la brigade :
  - batterie de contrôle et d'acquisition de cibles ;
  - division (дивізіон)[Note 2] d'artillerie automotrice (2S1 Gvozdika) ;
  - division de lance-roquettes multiples (BM-21 Grad) ;
  - division antichar ;
  - bataillon antiaérien (2K22 Toungouska et 9K35 Strela-10) ;
- compagnie de reconnaissance ;
- bataillon du génie navale ;
- bataillon logistique ;
- bataillon de maintenance navale ;
- compagnie de tireurs d'élite ;
- compagnie de transmissions ;
- compagnie de guerre électronique ;
- compagnie de radar ;
- compagnie médicale (soins et évacuation) ;
- compagnie de protection NRBC[14].

### Commandants

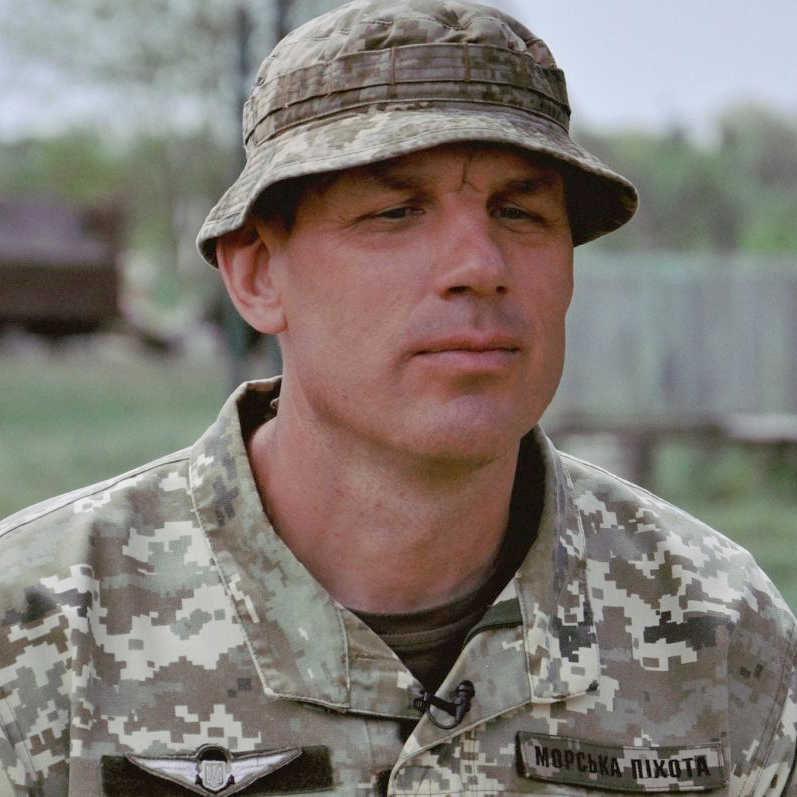
Volodymyr Baraniouk.

- 2015 à 2018 : colonel Dmytro Delyatskyi
- 2018 à 2021 : colonel Andriy Hnatov
- 2021 à avril 2022 : colonel Volodymyr Baraniouk, Héros de l'Ukraine
- Avril 2022 à mai 2022 : major Serhii Volynsky, Héros de l'Ukraine
- à partir de mai 2022 : colonel Viktor Sikoza.

## Équipements
La 36e brigade était à l'origine équipée de chars T-80BV, de véhicules de combat BMP-1, BTR-70, BTR-80 et Kozak-2, ce dernier matériel ayant été perdu au moment de la bataille de Marioupol. Depuis sa reconstruction, le bataillon de chars est équipé de T-80BV modèle 2018 et T-64BV mod. 2022, ses bataillons de marines de véhicules BMP-2, de Sisu XA-180 livrés par la Finlande et de M113 américains. Son groupe d'artillerie dispose de pièces 2S1 Gvozdika.